# Józef Zieliński (inżynier)

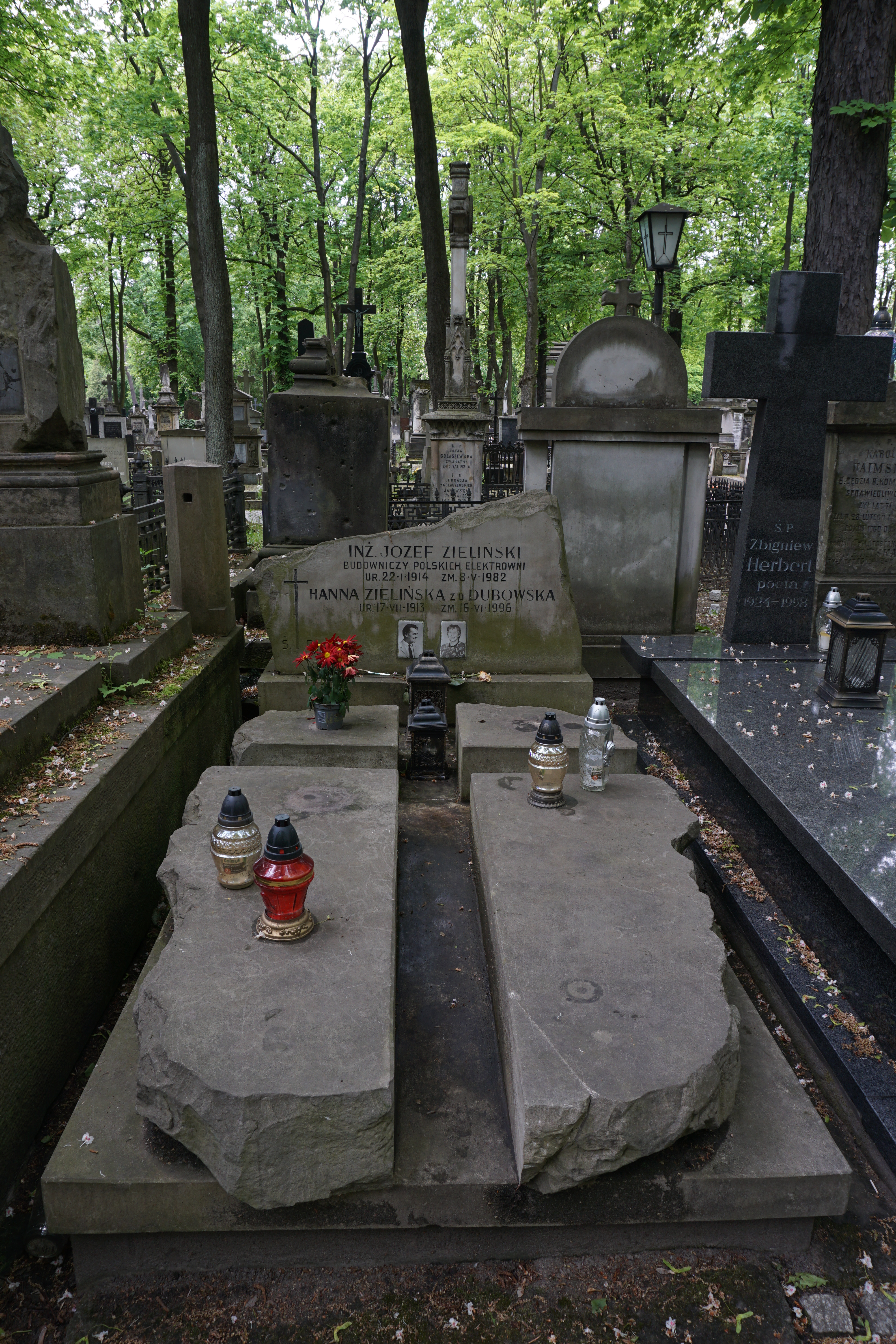
Grób Józefa Zielińskiego na cmentarzu Powązkowskim

Józef Zieliński (ur. 22 stycznia 1914, zm. 8 maja 1982 w Warszawie) – polski inżynier, budowniczy elektrowni.

## Życiorys
W młodości był sportowcem, uprawiał gimnastykę. Podczas II wojny światowej działał w ruchu oporu.
W latach 1948–1950 był wiceprezesem ds. administracyjnych Polskiego Związku Gimnastycznego, po likwidacji związku wszedł w 1951 w skład zarządu Sekcji Gimnastyki Głównego Komitetu Kultury Fizycznej jako III wiceprzewodniczący. 
Uzyskał tytuł inżyniera. W okresie PRL był budowniczym polskiej energetyki. Kierował budowami elektrowni m.in. „Pątnów”, „Kozienice”, „Połaniec”.
W 1936 ożenił się z Hanną Dubowską, z którą miał troje dzieci: Tomasza (1937–1964), Michała (ur. 1939) i Barbarę.
Zmarł 8 maja 1982 w Warszawie. Został pochowany 13 maja 1982 na cmentarzu Powązkowskim (kwatera 14-3-3).

## Ordery i odznaczenia
- Order Budowniczych Polski Ludowej (pośmiertnie)
- Order Sztandaru Pracy I klasy
- Order Sztandaru Pracy II klasy
- Krzyż Kawalerski Orderu Odrodzenia Polski
- Medal za Warszawę 1939–1945 (17 stycznia 1946)[3]
- Złota Odznaka Polskiego Związku Gimnastycznego (1958)[4]
- Odznaka „Zasłużony dla województwa tarnobrzeskiego”